# خوآن رامون خیمنس
خُوآن رامُن خیمِنِس (اسپانیایی: Juan Ramón Jiménez Mantecón‎؛ ‏۲۴ دسامبر ۱۸۸۱، اسپانیا - ۲۹ مه ۱۹۵۸، پورتوریکو)، شاعر اسپانیایی بود. او جایزه نوبل ادبیات را در سال ۱۹۵۶ دریافت کرد.
یکی از برجسته‌ترین خدمات وی به شعر مدرن، ایدهٔ «شعر ناب» بود.

## آثار
- ارواح بنفشه (۱۹۰۰)
- نیلوفرها
- آهنگ‌های غم‌انگیز
- باغ‌های دوردست (۱۹۰۵)
- مرثیه‌های ناب (۱۹۰۸)
- من و پلاترو (۱۹۱۴)
- مرثیه‌های رقت بار
- انزوای پرطنین
- یادداشت روزانه شاعری نوخانمان (۱۹۱۷)
- جاودانگی
- سنگ و آسمان (۱۹۱۹)
- وحدت
- من و خرک من